# Parcs zoologiques dans le monde
Des zoos peuvent être visités sur tous les continents. Toutefois, la quantité et la qualité des zoos est très variable d'un pays à l'autre, en fonction de facteurs très divers : son économie, son histoire, sa culture, voire la richesse de sa propre faune et de ses propres écosystèmes (les zoos ne se limitent pas à la présentation et à l'élevage d'espèces exotiques, mais élèvent parfois aussi des animaux d'espèces locales ; des parcs dédiés à la présentation de faune locale peuvent être de véritables institutions dans certains pays).
Le présent article décrit un panorama très succinct des parcs zoologiques à travers chaque continent.

## En Amérique du Nord
La grandeur des espaces, la richesse économique de ce continent, ainsi que le goût des Nord-Américains pour le grandiose, ont facilité le développement de gigantesques parcs zoologiques, qui présentent le plus souvent des espèces rares ou spectaculaires, parfois jusqu'à devenir purement et simplement des parcs d'attraction, tels les divers Marinelands ou SeaWorlds, les Busch Gardens et Disney's Animal Kingdom. Mais certains zoos nord-américains ont acquis une véritable renommée scientifique mondiale, en ce qui concerne l'élevage et la protection d'espèces en voie de disparition, tels le Zoo et le Wild Animal Park de San Diego, dont les efforts - avec l'aide du Zoo de Los Angeles - ont permis la préservation du Condor de Californie, oiseau passé tout près de l'extinction. L'on peut aussi citer les Zoos du Bronx à New York, de Washington, de Chicago, de Saint-Louis, de Toronto, etc.
Le Zoo de Seattle est réputé pour avoir développé le premier, pour la rénovation de ses enclos, le concept d'immersion dans le paysage.
Le Zoo d'Omaha est renommé pour ses expositions d'animaux sauvages à l'intérieur d'installations couvertes considérées parmi les plus vastes du monde.
Un certain nombre de parcs s'est spécialisé dans l'élevage de faune locale, au Canada et dans l'Ouest des États-Unis surtout.
C'est le cas du Zoo Sauvage de Saint-Félicien (Québec), du Northwest Trek Wildlife Park (en) (Washington) et du Arizona-Sonora Desert Museum (en) (Arizona).
Voir également :
- Liste des parcs zoologiques d'Amérique du Nord,
- Liste des jardins zoologiques et aquariums du Québec.

## En Amérique latine
Les zoos y sont peu nombreux, et principalement implantés dans les capitales de ces pays. Mais certains, tels le Zoo de Chapultepec à Mexico, ont une renommée mondiale. L'on peut aussi mentionner la présence des Zoos de Buenos Aires (Argentine), de Rio de Janeiro et de São Paulo (Brésil), et de Cali (Colombie). L'on doit relever que certains parcs moins célèbres, comme le Zoo de Lima (es) au Pérou, ont un très grand intérêt du fait de la présentation d'animaux originaires de ce continent, peu élevés en captivité et méconnus dans la nature.
Le Zoo Ave (es) à Alajuela (Costa Rica) est intéressant comme sanctuaire de faune d'Amérique centrale, surtout pour l'avifaune qu'il a recueillie.
Voir également :
- Liste des parcs zoologiques d'Amérique latine.

## En Europe
C'est dans ce continent, berceau des zoos modernes, que l'on trouve le plus de parcs zoologiques et animaliers. Nombre d'entre eux sont particulièrement réputés[réf. nécessaire], tels les Zoos de Chester, de Londres, de Whipsnade et de Jersey (Royaume-Uni), d'Amsterdam et de Rotterdam (Pays-Bas), de Pairi Daiza, d'Anvers et de Planckendael (Belgique), de Bâle et de Zurich (Suisse), de Schönbrunn à Vienne (Autriche), de Prague (République tchèque), de Poznań (Pologne), de Moscou (Russie), et une très grande quantité de parcs en Allemagne. Dans ce pays, on peut citer en premier lieu le Zoo et le Tierpark de Berlin, ainsi que le parc ornithologique de Walsrode, puis d'autres zoos intéressants à la visite : Cologne, Francfort, Hanovre, Leipzig, Stuttgart...
Le Tierpark de Hambourg est réputé pour avoir été le premier « zoo sans barreaux » tandis que le Tierpark de Munich est réputé pour avoir été le premier « géozoo ».
En France, les zoos de région parisienne (Vincennes, Jardin des plantes, Thoiry) étaient traditionnellement les plus célèbres, mais certains parcs de province, publics tels Mulhouse et Montpellier ou privés tels Amnéville, Beauval, La Palmyre et Peaugres, sont également notables.
Les parcs des pays d'Europe du Nord (Scandinavie, Pays Baltes) se sont généralement spécialisés dans la présentation d'animaux adaptés aux climats froids, dont certains vivent à l'état sauvage dans ces pays (Élan, Renne, Ours brun, etc.).
En Suède, le  parc animalier de Skånes à Höör et le zoo de Stockholm, sur le site du musée de plein air de Skansen, en sont de bons exemples. C'est également le cas, en Norvège, du zoo polaire implanté à Bardu.
Les pays d'Europe du Sud sont généralement moins bien pourvus[réf. nécessaire][non neutre], d'autant que leurs zoos se sont souvent modernisés plus tard que les zoos d'Europe occidentale ou centrale. L'on peut toutefois mentionner la présence des Zoos de Madrid et de Barcelone (Espagne), de Lisbonne (Portugal) et de Rome (Italie).
Dans les pays des Balkans, les zoos restent souvent archaïques[réf. nécessaire][non neutre], d'autant que certains (comme ceux de Sarajevo (en) ou de Belgrade) ont été ravagés, directement ou non, par la guerre qui a sévi en Yougoslavie dans les années 1990.
Pour localiser des zoos européens :
- Liste des parcs zoologiques d'Europe,
- Liste des parcs zoologiques et aquariums de France.

## En Afrique et au Moyen-Orient
Souvent créés à l'époque de la colonisation, les zoos africains sont souvent tombés en décrépitude ou ont fermé leurs portes depuis les indépendances et le marasme économique qui a suivi dans de nombreux cas.
Il existe cependant quelques établissements intéressants, comme les Zoos d'Alger (Algérie) ou de Pretoria et de Johannesburg (Afrique du Sud). Depuis sa reconstruction en 2008-2011, imposée par un état général assez dégradé de l'ancien Zoo de Témara, le nouveau Zoo de Rabat au Maroc, ouvert le 14 janvier 2012, doit aussi être mentionné, car d'une part, il est neuf et va encore être agrandi, il a des montagnes artificielles, des habitats reconstitués et est très beau,, et d'autre part, c'est dans ce parc que sont maintenus quelques-uns des derniers Lions de l'Atlas, éteints à l'état sauvage depuis les années 1920 ; la reproduction de la sous-espèce est maîtrisée dans le nouveau zoo, ainsi le 13 avril 2012, deux bébés – lionceaux de l'Atlas – sont nés après trois autres le 11 décembre 2011,.
Sur les Îles Canaries (Espagne) situées au large de l'Afrique, le Parc des Perroquets ("Loro Parque") à Ténérife est réputé pour son centre de reproduction de Psittacidés et ses attractions marines.
Le Parc botanique et zoologique de Tsimbazaza à Antananarivo (Madagascar) est surtout intéressant pour l'avifaune sauvage qu'il abrite : 53 espèces aviennes (une grande héronnière concernant huit espèces, nidification également de l'Ombrette, etc.),.
Au Moyen-Orient, certains parcs s'efforcent de maintenir, et parfois de réintroduire des troupeaux d'antilopes, d'autruches, de bouquetins, etc. qui faisaient un temps partie de la faune de ces contrées mais en ont disparu ou sont devenus rarissimes à cause de la chasse.
Cependant, ils ne sont pas forcément accessibles au public.
En Israël, la Réserve de Hai Bar, près d'Eilat, en est un bon exemple.

## En Asie
Le tableau des zoos asiatiques est extrêmement contrasté, à l'image des pays du continent. Les zoos sont nombreux en Asie du Sud (Inde) et en Extrême-Orient (Chine, Japon).
Certains pays connaissent des établissements archaïques, alors que d'autres présentent des réalisations à la pointe de la modernité, dépassant les standards européens et nord-américains (tels le parc ornithologique "Jurong Bird Park" et le zoo nocturne "Night Safari" de Singapour).
Le Zoo diurne de Singapour a également une renommée mondiale.
L'on peut aussi mentionner la présence des Zoos de New Delhi (Inde), de Jakarta (Indonésie), de Kuala Lumpur (Malaisie), de Pékin (Chine), de Taipei (Taïwan) et de Tokyo (Japon), en se limitant aux capitales de ces pays.
Outre les oiseaux d'espèces locales qu'il élève en captivité, le parc ornithologique "Kuala Lumpur Bird Park" (Malaisie) est aussi intéressant pour l'avifaune sauvage qu'il abrite en liberté dans son enceinte qui est elle-même une volière géante.
Voir aussi :
- Liste des parcs zoologiques en Asie.

## En Australie
La principale originalité des zoos de ce pays est l'abondance des établissements présentant la faune propre à ce continent, certaines espèces (tel l'Ornithorynque) n'étant visibles que sur ce continent, car aucun zoo hors d'Australie n'en présente.
En Australie, on peut ainsi distinguer 3 types de parcs zoologiques :
- les zoos urbains à Melbourne, Sydney, Adélaïde et Perth,
- les open-range zoos, aménagés sur de vastes domaines en dehors des grandes villes : Dubbo (en), Werribee (en) et Monarto (en),
- les sanctuaires de faune australienne tel Healesville.